# Morti nel 1513
| Questa pagina contiene informazioni ricavate automaticamente dalle voci biografiche con l'ausilio del template Bio e di un bot. L'aggiornamento è periodico e automatico e ricostruisce completamente la pagina. Se manca una persona in questa lista, sei pregato di non aggiungerla, ma accertati piuttosto che la sua voce biografica contenga il template Bio e che i dati anagrafici siano correttamente compilati. Se il template Bio manca, inseriscilo tu stesso o, in alternativa, metti l'avviso {{tmp\|Bio}} che ne segnala la mancanza. Se i dati riportati sono sbagliati, correggi direttamente la voce biografica; le modifiche saranno visibili in questa lista entro pochi giorni. Per chiarimenti vedi il progetto biografie. La lista contiene solo le 53 persone che sono citate nell'enciclopedia e per le quali è stato implementato correttamente il template Bio. Pagina aggiornata al 18 mag 2025. |

## Gennaio(2)
- 20 gennaio - Elena di Mosca, principessa russa (n. 1476)
- 29 gennaio - Giovanni Raimondo Folch IV de Cardona, generale spagnolo (n. 1446)

## Febbraio(4)
- 20 febbraio - Giovanni di Danimarca, re danese (n. 1455)
- 21 febbraio - Johannes Cuno, umanista e grecista tedesco
- 21 febbraio - Papa Giulio II, papa, vescovo cattolico e cardinale italiano (n. 1443)
- 23 febbraio - Pietro Paolo Boscoli, politico italiano (n. 1481)

## Marzo(5)
- 10 marzo - John de Vere, XIII conte di Oxford, nobile e militare britannico (n. 1442)
- 10 marzo - Şehzade Korkut, principe ottomano (n. 1469)
- 24 marzo - Şehzade Ahmed, principe ottomano (n. 1466)
- 25 marzo - Geremia Lambertenghi, religioso italiano (n. 1440)
- 25 marzo - Maurice O'Fihely, teologo e arcivescovo cattolico irlandese

## Aprile(4)
- 8 aprile - Cosimo de' Pazzi, abate e arcivescovo cattolico italiano (n. 1466)
- 22 aprile - Pierre de Rohan-Gié, politico e militare francese (n. 1451)
- 25 aprile - Edward Howard, ammiraglio britannico
- 30 aprile - Edmund de la Pole, III duca di Suffolk, nobile britannico

## Maggio(3)
- 8 maggio - Bernardino de' Bustis, religioso e teologo italiano
- 13 maggio - Girolamo de Franciscis, vescovo cattolico italiano
- 16 maggio - Giovanni Giacomo Castiglioni, arcivescovo cattolico italiano

## Luglio(1)
- 12 luglio - Lancillotto Borromeo, nobile e politico italiano (n. 1473)

## Settembre(6)
- 9 settembre - Giacomo IV di Scozia, re (n. 1473)
- 9 settembre - William Graham, I conte di Montrose, politico scozzese (n. 1464)
- 9 settembre - John Ramsay, signore Bothwell, nobile, ambasciatore e agente segreto scozzese
- 9 settembre - Alexander Stewart, nobile e arcivescovo cattolico scozzese (n. 1493)
- 13 settembre - Bernabò Malaspina, marchese italiano (n. 1470)
- 14 settembre - Antonio de Guevara, II conte di Potenza, politico e diplomatico spagnolo (n. 1454)

## Ottobre(4)
- 7 ottobre - Ermes Bentivoglio, nobile italiano (n. 1476)
- 7 ottobre - Antonio Pio, generale e nobile italiano
- 7 ottobre - Scipione Ugoni, generale italiano
- 30 ottobre - Domenico Malipiero, storico e generale italiano (n. 1445)

## Novembre(2)
- 9 novembre - Robert Guibé, cardinale francese (n. 1460)
- 25 novembre - Giovanna da Montefeltro, nobildonna italiana (n. 1463)

## Dicembre(1)
- 11 dicembre - Pinturicchio, pittore italiano

## Senza giorno specificato(21)
- Marino Barlezio, scrittore e religioso albanese (n. 1450)
- Andrés Bernáldez, religioso e storico spagnolo (n. 1450)
- Guy de Blanchefort, francese (n. 1446)
- Antoine Brumel, compositore francese (n. 1460)
- Giovanni Buora, architetto e scultore italiano (n. 1450)
- Giorgio II di Cachezia, re (n. 1464)
- Pietro Carlo, vescovo cattolico italiano
- Michel Colombe, scultore francese (n. 1430)
- Stefano Folchetti, pittore italiano (n. 1440)
- Hua Sui, inventore e tipografo cinese (n. 1439)
- Sebastiano Mainardi, pittore italiano (n. 1460)
- Naldo Naldi, umanista e poeta italiano (n. 1439)
- Pietro Pacini, editore italiano (n. 1440)
- Pacomio I di Costantinopoli, arcivescovo ortodosso greco
- Cassandra Pavoni, nobildonna italiana
- Francesco Rosselli, incisore italiano (n. 1448)
- Bartolomeo della Fonte, umanista italiano (n. 1446)
- Claudina di Brosse, nobildonna francese (n. 1450)
- Agnolo di Domenico di Donnino, pittore italiano (n. 1446)
- Nicolò Corso, pittore italiano (n. 1446)
- Enrico VIII di Waldeck, nobile tedesco (n. 1465)